# SESAC
SESAC (Society of European Stage Authors and Composers) -  общество по защите авторских прав европейских музыкальных авторов и композиторов.  Несмотря на название, общество занимается защитой авторских прав музыкантов, поэтов-песенников и издателей в Соединенных Штатах Америки.  Его  полное название не используется с 1940 года. Общество  SESAC было основано в 1930 году. Центральный офис находится в Нэшвилле, штат Теннесси. В своей работе SESAC охватывает вопросы лицензирования и администрирования авторских прав. Общество также имеет офисы в Нью-Йорке, Лос-Анджелесе, Лондоне, Атланте и Майами.
SESAC так рекламирует свой небольшой размер: "Если фраза "качество против количества" когда-либо имела значение, то это относится к SESAC".  SESAC является самой маленькой из трех американских организаций, защищающих авторские права.  SESAC гордится своими  отношениями с  поэтами-песенниками и издателями".
Американское общество композиторов, авторов и издателей и Broadcast Music, Inc. функционируют на некоммерческой основе.

## История
Общество SESAC было основано Paul Heinecke, немецким иммигрантом из Нью-Йорка. SESAC изначально стремилась поддерживать малоизвестных Европейской сцене авторов и композиторов при  использовании их произведений в США, отсюда и пошло нынешнее название общества. Heinecke продолжал возглавлять компанию в течение следующих четырех десятилетий вплоть до своей смерти в 1972 году.
Общество представляет широкий круг музыкантов и музыкальных жанров. В обществе SESAC состоят Боб Дилан, Нил Даймонд, Роберт Джонсон, Брайан-Майкл Кокс, Danja, Раш, Coheed & Cambria, The Faint, Rapture, Мэрайя Кери и др.
В 1964 году компания переехала в новую штаб-квартиру на площади Коламбус-Серкл в центре Манхэттена и открыла офис в Нэшвилле, штат Теннесси. Шесть лет спустя, компания начала представлять также музыкальных издателей с акцентом на христианских поэтов-песенников.
В 1993 году компания была приобретена Стивеном Свидом (Swid), Фредди Гершоном, и Айра Смитом. Новые владельцы сменили специализацию компании на контроль популярной музыки.

## Примечание
1. ↑  Dow, Cindy (29 апреля 2010). Copyright issue brings an end to music at cafe. The Standard-Times. New Bedford, Massachusetts. Архивировано 3 августа 2018. Дата обращения: 17 февраля 2011.
2. 1 2  About us Архивная копия от 3 марта 2021 на Wayback Machine.
3. ↑  Music in the Marketplace Архивировано 8 июня 2007 года.
4. ↑  SESAC Repertory. Дата обращения: 8 марта 2016. Архивировано из оригинала 5 марта 2016 года.

## Внешние ссылки
- SESAC.com Архивная копия от 20 апреля 2009 на Wayback Machine